# Lucas Bijker
Lucas Bijker (San Paolo, 4 marzo 1993) è un ex calciatore brasiliano naturalizzato olandese, di ruolo difensore.

## Carriera

### Club
Nella stagione 2012-2013 ottiene la promozione in Eredivisie con il Cambuur, esordendo quindi nella stagione 2013-2014 in massima serie.

### Nazionale
Ha giocato nelle nazionali giovanili olandesi Under-18, Under-19, Under-20 ed Under-21.

## Palmarès

### Club

#### Competizioni nazionali
- Eerste Divisie: 1

Cambuur: 2012-2013